# 산곡초등학교
산곡초등학교(山谷初等學校)는 대한민국 경기도 하남시 하산곡동에 있는 공립 초등학교이다.

## 학교 연혁
- 1934. 4. 1 동부공립보통학교 부설 하산곡간이학교 설립인가
- 1948. 5. 1 산곡국민학교로 승격
- 1948. 5. 15 초대 이용명 교장 취임
- 1981. 2. 28 산곡초등학교 병설유치원 설립인가
- 1996. 3. 1 산곡초등학교로 교명 변경
- 2013. 3. 1 제23대 최창희 교장 취임
- 2014. 2. 11 제33회 병설유치원 졸업 16명(누계590명)
- 2014. 2. 18 제65회 초등학교 졸업 12명(누계3,066명)
- 2014. 3. 1 초등학교 6학급 편성
- 2014. 3. 1 병설유치원 1학급 편성

## 참고 자료
- 산곡초등학교 - 한국교육학술정보원 학교알리미